# Strzelba Remington 870 MCS

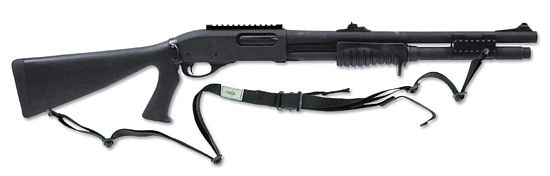
Remington 870 MCS w wersji pomocniczej

Remington 870 MCS (Modular Combat System) – wersja strzelby Remington 870 przyjęta do uzbrojenia USAF.
W skład zestawu MCS wchodzą:
- komora zamkowa z szyną typu Picatinny i magazynkiem rurowym na trzy naboje.
- kolba stała.
- chwyt pistoletowy.
- adapter do podwieszania strzelby na szynie Picatinny.
- trzy lufy o długości 10, 14 i 18 cali.
- przedłużacze magazynka rurowego.
- zestaw czoków (używany z lufami 10 i 18 cali).

Poszczególne elementy po połączeniu tworzą strzelbę w wersji:
- strzelby bojowej (lufa 18 cali, przedłużacz magazynka na pięć nabojów, kolba stała, pas nośny).
- strzelby patrolowej (lufa 14 cali, przedłużacz magazynka o pojemności dwóch nabojów, kolba stała)
- broni pomocniczej (lufa 10 cali, chwyt pistoletowy, jednopunktowy pas nośny) – broń w tej wersji ma służyć głównie jako tzw. wytrych balistyczny (broń do odstrzeliwania zamków i zawiasów drzwi)
- broni akcesoryjnej (lufa 10 cali, adapter) – zestaw do podwieszania pod lufą karabinka M4, przeznaczenie analogiczne jak wersji broni pomocniczej

W 2004 roku dostarczono pierwsze 1146 strzelb MCS.